# Diablada

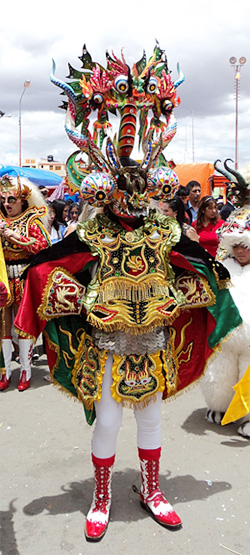
Danseur de Diablada du Carnaval d'Oruro

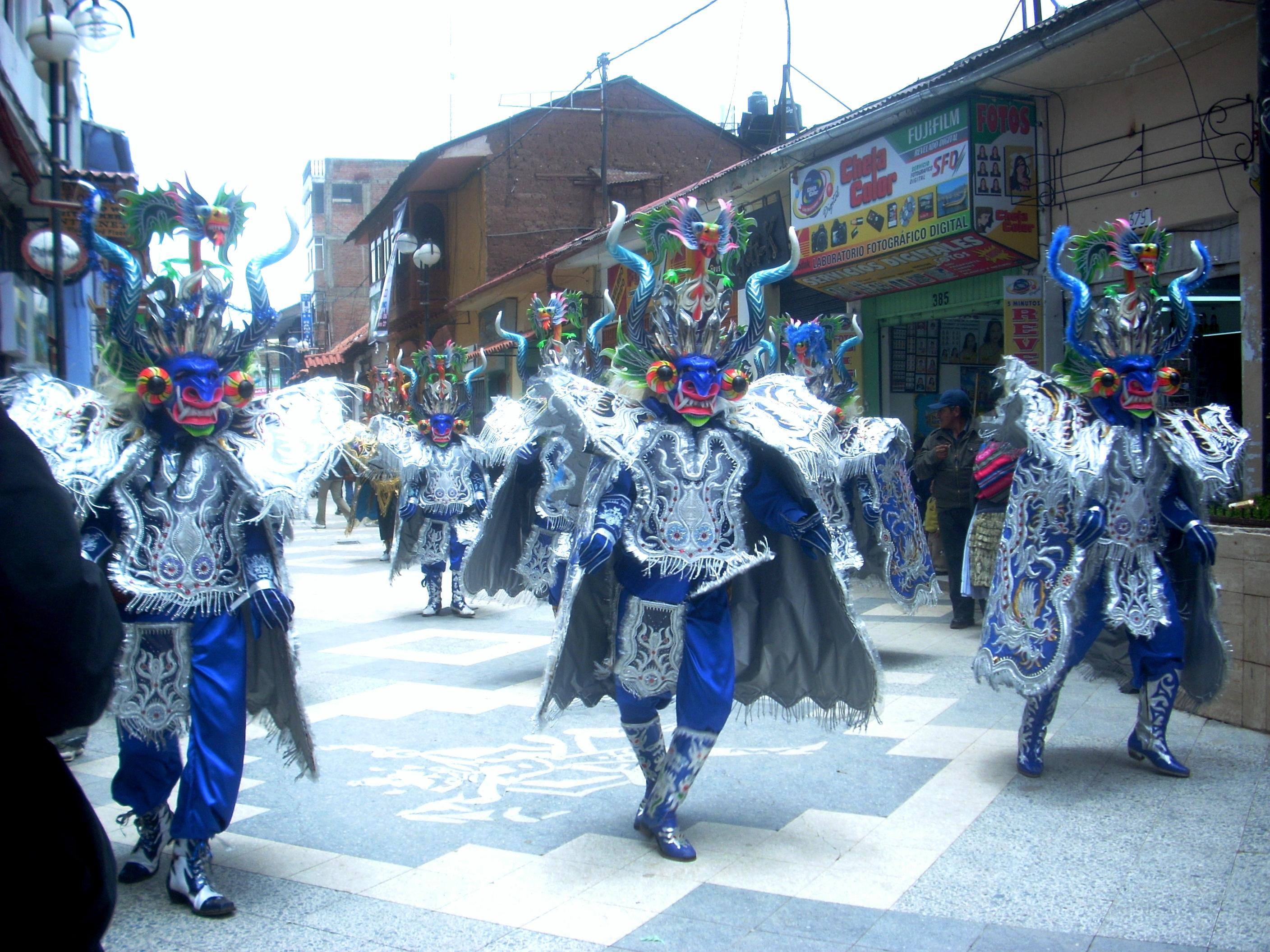
Danseur de Diablada

La Diablada est une danse traditionnelle des hauts plateaux des Andes, spécifiquement de Bolivie, bien qu'elle soit également pratiquée au Pérou. Elle représente l'affrontement entre les forces infernales et celles des anges et a été créée dans un but d'évangélisation,. 
Juli est l'un des centres culturels d'où se répand la figure du diable. Les anciens Aymara révèlent comment ils se réjouissent de la bataille entre les archanges et les démons. Le mythe raconte comment le Père Jésus-Christ a dominé le royaume du bien et son fils Supaya a été contaminé par le mal. Le combat s'est terminé lorsque Supaya a vaincu le Père, nivelant les forces entre eux. C'est pourquoi ils dansent, célébrant l'équilibre des forces, car c'est à ce moment-là que le monde a commencé à avancer.
Cette danse qui se pratique par exemple dans le département de Puno, au Pérou, et au Carnaval de Oruro en Bolivie, représente la lutte entre le bien et le mal. C'est une danse métisse qui expose les éléments de la religiosité autochtone et chrétienne. Son origine, due à des études récentes, est basée sur les traditions de vénération du Pachamama né à Juli dans la colonie.
Cette danse offre une série de costumes et de masques impressionnants (des capes cousues au fil d'or) - le costume du diable est un costume lourd de plus de 30 kg. C'est pourquoi les danseurs doivent être capables de porter ce poids et de danser pendant plusieurs minutes.

## Répartition des danseurs
Cette danse divise les danseurs en deux camps. D'un côté, les démons, généralement des hommes, coiffés de masques en bois taillés de façon à représenter un visage monstrueux pouvant faire penser à une mouche avec des cornes; et vêtus de capes ornées de motifs multicolores, cousus avec du fil d'or. De l'autre, les anges, souvent des femmes, habillées en blanc-argenté, généralement avec des minijupes, armées d'épées et de bouclier. Les danseurs sont repartis de façon que chaque démon ait un ange à combattre.

## L'affrontement
Pendant la danse, les anges et les démons ne cessent de se tourner autour, tout en formant des figures plus ou moins complexes (des croix, des cercles) et en s'attaquant, à coups de pied sautés pour les démons, à coup d'épée pour les anges. Cet affrontement des deux camps est éclipsé lorsque l'archange surgit et commence à lutter contre le diable pour finalement le vaincre. Ces deux personnages sont vêtus des costumes les plus décorés et finement ouvragés, donc les costumes les plus lourds.
La difficulté que pose le poids des costumes, au lieu d'être un obstacle, est généralement un défi pour les différents groupes de danseurs, chacun essayant de faire une diablada à chorégraphie plus complexe que les autres, faisant varier les figures nécessitant une plus grande coordination entre les danseurs, avec les costumes les plus ouvragés de façon à impressionner le public. Ce genre de compétitions a notamment lieu pendant la célébration de la Virgen del Socavon, Carnaval d'Oruro.
Il en résulte une danse multicolore, créant un spectacle très apprécié par le public, généralement des touristes.

## Anecdote
L'écrivain Georges Flipo a donné le nom de cette danse à un de ses recueils de nouvelles paru en 2004 aux Éditions Anne Carrière.